# Dysaphis rara
Dysaphis rara är en insektsart. Dysaphis rara ingår i släktet Dysaphis och familjen långrörsbladlöss. Inga underarter finns listade i Catalogue of Life.